# Exline
Exline és una població dels Estats Units a l'estat d'Iowa. Segons el cens del 2000 tenia 191 habitants.

## Demografia
Segons el cens del 2000, Exline tenia 191 habitants, 72 habitatges, i 49 famílies. La densitat de població era de 74,5 habitants/km².
Dels 72 habitatges en un 31,9% hi vivien nens de menys de 18 anys, en un 56,9% hi vivien parelles casades, en un 8,3% dones solteres, i en un 30,6% no eren unitats familiars. En el 23,6% dels habitatges hi vivien persones soles l'11,1% de les quals corresponia a persones de 65 anys o més que vivien soles. El nombre mitjà de persones vivint en cada habitatge era de 2,65 i el nombre mitjà de persones que vivien en cada família era de 3,16.
Per edats la població es repartia de la següent manera: un 30,4% tenia menys de 18 anys, un 6,8% entre 18 i 24, un 26,7% entre 25 i 44, un 22% de 45 a 60 i un 14,1% 65 anys o més.
L'edat mitjana era de 35 anys. Per cada 100 dones de 18 o més anys hi havia 92,8 homes.
La renda mitjana per habitatge era de 22.019 $ i la renda mitjana per família de 19.792 $. Els homes tenien una renda mitjana de 23.750 $ mentre que les dones 19.444 $. La renda per capita de la població era d'11.896 $. Entorn del 29,8% de les famílies i el 27,4% de la població estaven per davall del llindar de pobresa.

## Poblacions més properes
El següent diagrama mostra les poblacions més properes.